# Вербицкий, Тимофей Сергеевич
Тимофе́й Серге́евич Верби́цкий (1909, с. Камышинка, Змеиногородский уезд, Томская губерния, Российская империя —1944, Мощун, Киево-Святошинский район, Киевская область, Украинская ССР, СССР) — Герой Советского Союза (1944), старший сержант, командир отделения 759-го стрелкового полка (163-я стрелковая дивизия, 38-я армия, 1-й Украинский фронт).

## Биография
Родился в крестьянской семье. В 1929 году семья вступила в колхоз. В 1932—1935 годах проходил срочную службу в Красной Армии. После армии возвратился на родину. На фронтах Великой Отечественной войны с 1943 года.
В октябре 1943 года в бою за село Гута-Межигорская заменил убитого командира взвода, решительно повёл взвод в атаку. Лично уничтожил пулемёт и около 25 противников. Это способствовало выполнению задачи батальона.
Указом Президиума Верховного Совета СССР «О присвоении звания Героя Советского Союза генералам, офицерскому, сержантскому и рядовому составу Красной Армии» от 10 января 1944 года за «образцовое выполнение боевых заданий командования на фронте борьбы с немецко-фашистскими захватчиками и проявленные при этом отвагу и геройство» удостоен звания Героя Советского Союза.
Погиб в январе 1944 года.

## Память
- Его именем названа улица В городе Шемонаиха. На одном из домов на этой улице установлена мемориальная доска.